# セント・ジョージ岬
セント・ジョージ岬（セント ジョージみさき、英：Cape St. George ）は、パプアニューギニア ニューアイルランド島南端にある、ソロモン海に面した岬である。
第二次世界大戦中はこの地に日本軍のレーダー（電探）基地が築かれ、ソロモン諸島方面からラバウルに向かう米軍機を1時間前に探知していた。1943年11月24日から25日にかけて岬の東方海上でセント・ジョージ岬沖海戦が行われた。戦争終了までこの地に連合軍は上陸せず、日本軍が維持した。現在も日本軍の対空陣地跡が残されている。
座標: 南緯4度51分00秒 東経152度52分37秒 / 南緯4.850度 東経152.877度